# Blue Notes
Blue Notes er en dansk popband, der siden 1965 har været en del af Dansktoppen. Bandet brød i 1968 igennem med Julia, men deres største hit var Uglevisen fra 1975. Bandet består i dag af Kjeld Christiansen og Steen Olsen, men mest kendt er nok forsangeren i perioden 1967-1980, Flemming Werge.